# Powórsk (gmina)
Powórsk (lub Powursk) – dawna gmina wiejska istniejąca do 1939 roku w woj. wołyńskim (obecnie na Ukrainie). Siedzibą gminy były Powórsk (lub Powursk).
W okresie międzywojennym gmina Powórsk należała do powiatu kowelskiego w woj. wołyńskim. 1 kwietnia 1932 roku do gminy Powórsk włączono 5 miejscowości (gromady Hulewicze, Jeziorno i Sitowicze) z gminy Maniewicze.
Według stanu z dnia 4 stycznia 1936 roku gmina składała się z 22 gromad. Po wojnie obszar gminy Powórsk wszedł w struktury administracyjne Związku Radzieckiego.
Na terenie gminy, na północ od linii kolejowej nr 516 Kowel-Sarny, znajdował się Obóz Ćwiczeń „Powursk” wykorzystywany przez wielkie jednostki i oddziały Okręgu Korpusu Nr II. Komendantem obozu był major artylerii Feliks Janiszewski, a od kwietnia 1929 roku - major artylerii Henryk Mitschke.
| Nazwa gromady 1) Bereźnica 2) Cegielnia 3) Cerkiewka 4) Czeremoszno 5) Czerniawka 6) Czersk 7) Górno 8) Gruszewno 9) Hrywiatki 10) Hulewicze 11) Jeziorno 12) Koźlenicze 13) Krzeczewicze 14) Łomaczanka 15) Łukówka 16) Piaseczno 17) Polany 18) Powursk 19) Sitowicze 20) Smolary 21) Szkurat 22) Zajączówka | Nazwa miejscowości wchodzącej w skład gromady wieś Bereźnica, wieś Zarzecze wieś Cegielnia wieś Cerkiewka, wieś Lubarka wieś Czeremoszno, futor Kulno, futor Koleszów wieś Czerniawka wieś Czersk, futor Goleniec, futor Oczeretianka wieś Górno wieś Gruszewno wieś Hrywiatki wieś Hulewicze wieś Jeziorno, kolonia Dubniki wieś Koźlenicze, osada wojskowa Koźlenicze wieś Krzeczewicze wieś Łomaczanka wieś Łukówka, kolonia Łukówka wieś Piaseczno osada wojskowa Polany wieś Powursk wieś Sitowicze, wieś Rutka Sitowiecka wieś Smolary wieś Szkurat wieś Zajączówka |